# Annie Ernaux
Annie Ernaux, născută Duchesne, (n. 1 septembrie 1940, Lillebonne, Haute-Normandie, Franța) este o scriitoare franceză. Opera sa literară este în esență autobiografică. Cartea ei Les Années a fost publicată în Franța în 2008 și are un mare succes. În 2022, a câștigat Premiul Nobel pentru Literatură, care i-a fost acordat „pentru curajul și acuitatea clinică cu care dezvăluie rădăcinile, înstrăinările și constrângerile colective ale memoriei personale”.

## Viață
Ernaux și-a petrecut copilăria și tinerețea în Yvetot, în Normandia. Ea a crescut în circumstanțe modeste. Părinții ei au fost inițial muncitori și mai târziu au condus un mic magazin cu o cafenea. A urmat un liceu și a studiat la Rouen și Bordeaux. Ulterior, Ernaux a lucrat ca profesor la liceul din Bonneville, la Collège d’Évire din Annecy-le-Vieux, în Pontoise și la Centre national d’enseignement à distance (CNED).

## Cariera literară
În 1974, Ernaux a publicat primul ei roman autobiografic Les Armoires vides. În 1984, a primit Prix Renaudot pentru La Place.
Romanul Les Années, publicat în 2008, a câștigat mai multe premii. Tot în 2008 a primit „Prix de la langue française” pentru întreaga sa lucrare.
În 2011, ea a publicat L’Autre Fille, o scrisoare către sora ei care a murit la vârstă de șase ani, cu doi ani înainte de nașterea autoarei. L’Atelier noir, o colecție de note, planuri și gânduri despre activitatea ei, a fost publicată tot în anul 2011. Antologia Écrire la vie a fost publicată și în Quarto în 2011. Pe lângă majoritatea lucrărilor autobiografice, aceasta include și fotografii și extrase din jurnal.
În aprilie 2016, ea a publicat o altă lucrare autobiografică, Mémoire de fille, în care tratează primele experiențe sexuale realizate în vara anului 1958 și gustul lor pe tot parcursul vieții. Ea scrie despre „amintirea rușinii”:
Lucrările ei au fost traduse în mai multe limbi.

## Publicații

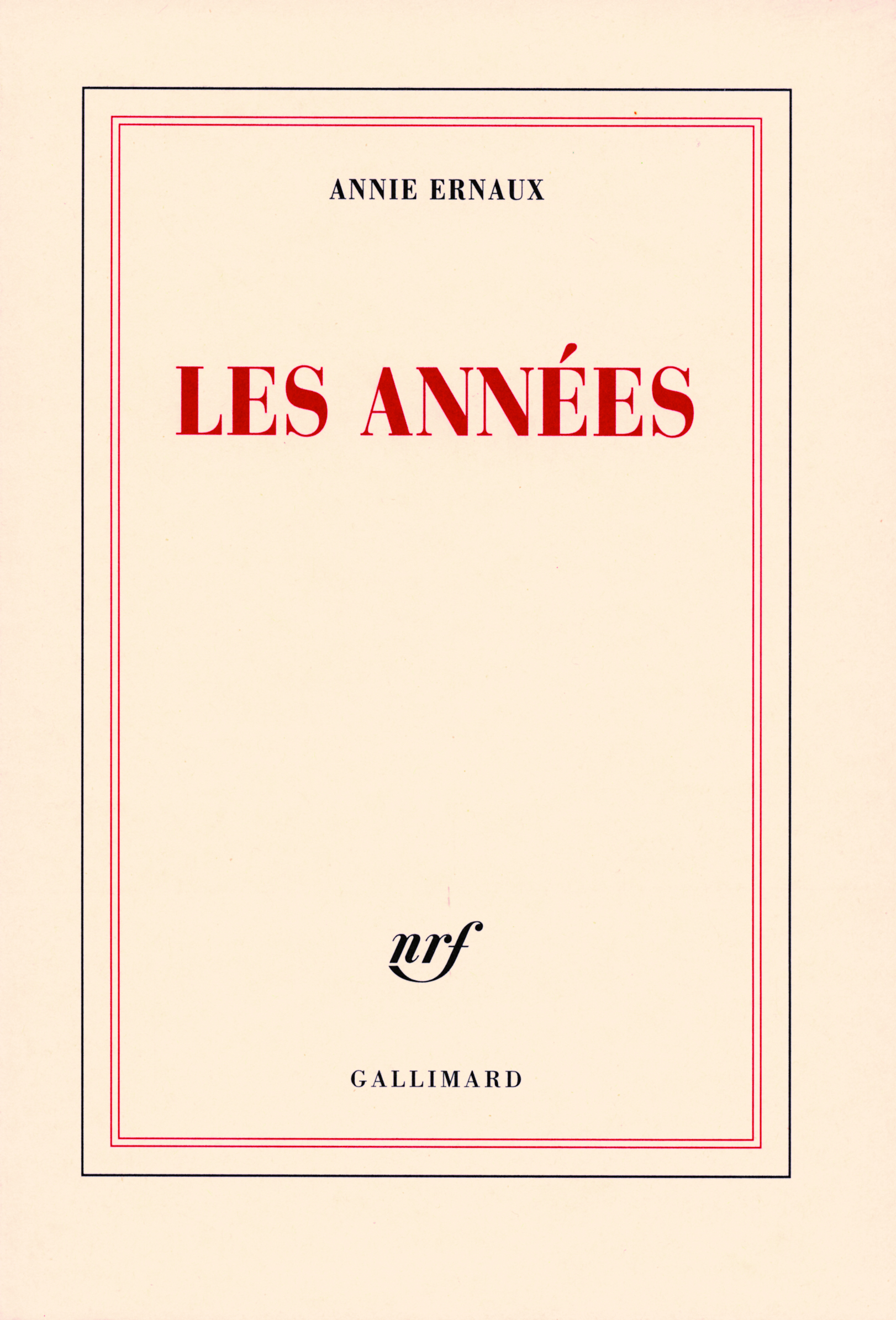
Coperta romanului Les années (2008)

- Les armoires vides, Gallimard, Paris, 1974
- Ce qu'ils disent ou rien, Gallimard, 1977
- La femme gelée, Novel, Gallimard, 1981
- La place, Gallimard, 1983
- Une femme, Gallimard, Paris, 1988
- Passion simple, Gallimard, Paris, 1991 (Pasiune simplă, editura Pandora M)[22]
- Journal du Dehors, Gallimard, 1993
- La honte, Gallimard, 1997
- Je ne suis pas sortie de ma nuit, Gallimard, 1997
- L'evenement, Gallimard, Paris, 2000
- Se perdre, Gallimard, 2001
- L'Occupation, Gallimard, 2002
- cu Marc Marie: L’Usage de la photo, textes d’après fotografii, Gallimard, 2005
- Les années, Gallimard, 2008
- L'écriture comme un couteau, Etaj, Paris, 2011
- Retour à Yvetot, Mauconduit, Paris, 2013
- Regarde les lumières, mon amour, Serie: Raconter la vie, Seuil, Paris, 2014
- Mémoire de fille, Gallimard, Paris, 2016 ISBN 978-2-07-014597-3.[23] (Confesiunea adolescentei, editura Pandora M)[22]
- Le jeune homme, Gallimard, Paris, 2022

## Premii și onoruri
- Prix Renaudot 1984 pentru La Place
- Prix Marguerite-Duras 2008 pentru Les Années
- Prix François Mauriac pentru Les Années
- Prix de la langue française 2008 pentru lucrarea ei completă
- Doctor honoris causa la Universitatea de Cergy-Pontoise, 2014[24]
- Premiul Feronia-Città di Fiano 2014, onorat ca autor de limbi străine, pentru La Place
- Premio Strega Europeo 2016 pentru Les Années și pentru traducerea în italiană de Lorenzo Flabbi
- Prix Marguerite-Yourcenar 2017 al Société civile des auteurs multimédia (Scam) pentru întreaga sa lucrare, [25] înzestrată cu 8000   €
- „Premio Ernest Hemingway di Lignano Sabbiadoro”, 2018, 34. Vintage, pentru întreaga sa lucrare
- Premiul Gregor de Rezzori, 2019, pentru Una Donna
- Premiul Formentor de las Letras, 2019[26]
- Prix de l'Académie de Berlin, 2019[27]
- Premiul Nobel pentru literatură, 2022[18]

## Legături externe
Materiale media legate de Annie Ernaux la Wikimedia Commons
- de Annie Ernaux în Catalogul Bibliotecii Naționale a Germaniei (Informații despre Annie Ernaux • PICA • Căutare pe site-ul Apper)
- Pagina de autor la Universitatea din St Andrews, opțional în engleză / franceză; Lista lucrărilor, inclusiv scrieri mai mici
- Annie Ernaux pe nobelprize.org
- Site-ul editurii Suhrkamp pe Annie Ernaux: Die Jahre, link către extras până la p. 21; în „Media media” (= fila albastră de mai sus) trei interviuri diferite cu Ernaux despre cele 3 lucrări publicate în limba germană din 2017 (numai audio)
- Christoph Vormweg: Didier Eribon, Édouard Louis, Annie Ernaux - scriitoarea franceză cu ochelari de sociolog. WDR 3 - Kulturfeature, 7 octombrie 2017 (fișier audio) 58 min.
- Annie Ernaux: Lectură din Die Jahre și discuții Arhivat în 5 februarie 2020, la Wayback Machine. în Bundeskunsthalle Bonn, organizator: Suhrkamp-Verlag. Moderare și traducere: Patricia Klobusiczky. Vocea germană: Tatjana Pasztor.
- Beate Tröger: Annie Ernaux, Didier Eribon și întrebări despre scrierea autobiografică, în „Ce este literatura?”, 15 octombrie 2017
- Beate Tröger: Arhivat în 18 octombrie 2019, la Wayback Machine. „Vă rog să-mi spuneți cine sunt”. În „Memoria unei fete”, Annie Ernaux întreabă despre condițiile și consecințele primelor ei experiențe sexuale. La: „fixpoetry. Vorbim despre literatură ", 24 octombrie 2018
- Anne-Catherine Simon: Scriitoarea Annie Ernaux: "Copilul mort a fost cel mai rău tabu". O conversație cu un scriitor. Rușinat de violența pe care a experimentat-o și-a modelat viața, a transformat-o într-o mare literatură: franceza Annie Ernaux despre tabuurile sexuale și chiar mai rele, rușinea socială și singurul lucru care îi place lui Macron. În: Die Presse tipărit și online (unele cu costuri), 4 ianuarie 2018, p. 19
- Beatrice von Matt: O autobiografie fără mine. Annie Ernaux preia un proiect uimitor de poveste. Ea povestește despre viața ei pe baza lucrurilor care au modelat timpul, nzz.ch, secțiunea caracteristicilor, 11 februarie 2018[28]
- SRF Literature Club, SRF Literature Club, discuție, prezentare de Milo Rau, 5 min. Text din „Memoria unei fete”, 13. Noiembrie 2018 u. ö.
- Locul 1: Arhivat în 5 februarie 2020, la Wayback Machine. clasamentul SWR, amintirea unei fete pentru decembrie 2018
  - Audio Arhivat în 30 martie 2019, la Wayback Machine., patru critici discută primele 4 cărți din această listă (57 min), Literarisches Colloquium Berlin, mp3
- Ernaux: Pierre Bourdieu: sociologue énervant. Deces de Pierre Bourdieu. (Obituary, French) Cu privire la semnificația lui Bourdieu pentru ea, din Le Monde, 5 februarie 2002
- Lucrări de Annie Ernaux la Open Library
- Universitatea din Freiburg, text complet de Joseph Jurt: La transmission d'une expérience de dominés. Pierre Bourdieu, Annie Ernaux, în Antony Soron; Agnès Lhermitte; Danielle Règnier-Bohler Ed.: Imaginaire et transmission. Mélanges oferte la Gérart Peylet. Presses universitaires de Bordeaux, Pessac 2017 10.6094 / UNIFR / 12980 pp. 95-110
- Text scurt despre eseul de Katharina Sykora, în Camera Austria, 146, 2019: „Scrierea vieții”. Annie Ernaux. „Sociobiografie foto” sau „proces literar foto” ca termeni pentru modul în care Ernaux folosește fotografii în romanele sale. Text complet: pp. 9-20 (literatură suplimentară)
- Elise Hugueny-Lége: „Je e (s) t les autres”. Transgressions textuelles, déplacement littéraires, et enjeux sociopolitiiques du transpersonnel dans l’oeuvre d’Annie Ernaux Diss. Phil. Universitatea Durham 2007
- Intrare la Fortul Pierre-Louis, en „Annie Ernaux. Un angajament de securitate ”. Pierre-Louis Fort, Editura Violaine Houdart-Merot, Presses Sorbonne Nouvelle 2015, p 201-207 Cuprins al cărții, toate contribuțiile sunt disponibile online
- Ernaux la babelio, cu link-uri la toate lucrările și referire la peste 1000 de recenzii, 2019 (franceză)
- Memoria nemiloasă a rușinii, text complet, 1, 2019, de Julia Schoch (despre cele 3 noi traduceri, 2017 - 2019)
- „Critica literară”: descifrarea detaliilor. În portretul tatălui său „Der Platz”, Ernaux reușește un studiu emoționant emoționant. De Beat Mazenauer, 10 aprilie 2019
- „Quelque part entre la littérature, la sociologie et l’histoire…” L’œuvre auto-sociobiographique d’Annie Ernaux, de Isabelle Charpentier, Contextes, 1, 2006